# Chevrolet Lakewood
La Lakewood è un'autovettura mid-size derivata dalla Chevrolet Corvair prodotta dalla Chevrolet dal 1961 al 1962.

## Storia
La vettura, che fu offerta solo in versione familiare cinque porte, venne dotata di un motore Boxer a sei cilindri da 3.179 cm³ di cilindrata che erogava, nella versione base, 80 CV di potenza. Il cambio era manuale a tre rapporti oppure automatico Powerglide a due marce.
La Lakewood era collocata alla base della gamma delle familiari Chevrolet. Venne commercializzata in varie versioni che differivano per l'allestimento e per la potenza del motore. Ne furono prodotti, in totale, 32.120 esemplari, di cui 2.362 con cambio automatico.